# قراز عاري الوجه
 قراز عاري الوجه (الاسم العلمي:Crax fasciolata) هو نوع من الطيور يتبع جنس القراز من فصيلة القرازية.